# Hindsia arianeae
Hindsia arianeae är en måreväxtart som beskrevs av Di Maio. Hindsia arianeae ingår i släktet Hindsia och familjen måreväxter. Inga underarter finns listade i Catalogue of Life.